# San Miguel Sandemialma
San Miguel Sandemialma är en ort i kommunen Santo Tomás i delstaten Mexiko i Mexiko. Samhället hade 302 invånare vid folkräkningen 2020.